# Éller
Éller [e'ʎə] és un poble del municipi cerdà de Bellver de Cerdanya. El 2016 tenia 20 habitants. El primer esment escrit data del 819 en l’acta de consagració de la Seu d’Urgell. Fins 1962 era un municipi idependent.
El seu monument més representatiu és l'església romànica de Santa Eulàlia d'Éller.
És a 1.445 m d'alçada.